# 薛宮人
薛氏（?—?），是前凉君主张天锡的妾。
薛氏和閻夫人都得到张天锡宠爱。张天锡卧病，对她们说：“你们二人准备怎么报答我？我死后，你们难道能做别人的妻子吗!”她们二人都说：“您如果辞世了，小妾请求舍命报效，在地下侍候您，决没有别的想法。”到了张天锡病重时，薛氏、阎氏二人都自杀了。张天锡病好后，追悼她们，用夫人的礼节安葬了她们。